# Tour der walisischen Rugby-Union-Nationalmannschaft nach Südafrika 2002
| Tour der Waliser nach Südafrika 2002 | Tour der Waliser nach Südafrika 2002 | Tour der Waliser nach Südafrika 2002 | Tour der Waliser nach Südafrika 2002 | Tour der Waliser nach Südafrika 2002 |
| Übersicht                            | S                                    | G                                    | U                                    | N                                    |
| ------------------------------------ | ------------------------------------ | ------------------------------------ | ------------------------------------ | ------------------------------------ |
| Test Matches                         | 2                                    | 0                                    | 0                                    | 1                                    |
| Gesamt                               | 2                                    | 0                                    | 0                                    | 1                                    |
|                                      |                                      |                                      |                                      |                                      |
| Südafrika                            | 2                                    | 0                                    | 0                                    | 2                                    |

Die Tour der walisischen Rugby-Union-Nationalmannschaft nach Südafrika umfasste zwei Test Matches der walisischen Rugby-Union-Nationalmannschaft, die im Juni 2002 durch Südafrika reiste. Auf dem Programm standen zwei Begegnungen mit den Springboks, die beide verloren gingen. Begegnungen mit regionalen Auswahlteams fanden keine statt.

## Spielplan
- Hintergrundfarbe rot = Niederlage

(Ergebnisse aus der Sicht von Wales)
| # | Datum         | Gegner    | Ort          | Stadion            | Ergebnis |
| - | ------------- | --------- | ------------ | ------------------ | -------- |
| 1 | 08. Juni 2002 | Südafrika | Bloemfontein | Free State Stadium | 19:34    |
| 2 | 15. Juni 2002 | Südafrika | Kapstadt     | Newlands Stadium   | 8:19     |

## Test Matches
| 8. Juni 2002 15:05 SAST | Südafrika | 34 : 19         | Wales                                | Free State Stadium, Bloemfontein Zuschauer: 34.000 Schiedsrichter: Kelvin Deaker (Neuseeland) |
| 8. Juni 2002 15:05 SAST | Versuche: Joubert Matfield Rautenbach Skinstad Strafversuch Erhöhungen: Pretorius (3) Straftritte: Pretorius | (15:11) Bericht | Versuche: Charvis Straftritte: Jones | Free State Stadium, Bloemfontein Zuschauer: 34.000 Schiedsrichter: Kelvin Deaker (Neuseeland) |

Aufstellungen:
- Südafrika: Warren Britz, Bolla Conradie, James Dalton, Daan Human, Marius Joubert, Jannes Labuschagne, Ricardo Loubscher, Victor Matfield, Willie Meyer, Breyton Paulse, André Pretorius, Bobby Skinstad , André Snyman, Stefan Terblanche, AJ Venter 
 Auswechselspieler: Adrian Jacobs, Ollie le Roux, Faan Rautenbach, Brent Russell, Joe van Niekerk
- Wales: Colin Charvis , Ben Evans, Stephen Jones, Gareth Llewellyn, Andy Marinos, Robin McBryde, Craig Morgan, Kevin Morgan, Michael Owen, Dwayne Peel, Mark Taylor, Iestyn Thomas, Martyn Williams, Rhys Williams, Steve Williams 
 Auswechselspieler: Neil Jenkins, Martyn Madden, Richard Parks, Ryan Powell, Tom Shanklin, Robert Sidoli

| 15. Juni 2002 15:05 SAST | Südafrika                                             | 19 : 8        | Wales                                | Newlands Stadium, Kapstadt Zuschauer: 40.547 Schiedsrichter: Tony Spreadbury (England) |
| 15. Juni 2002 15:05 SAST | Versuche: Davidson Russell Straftritte: Pretorius (3) | (8:3) Bericht | Versuche: Charvis Straftritte: Jones | Newlands Stadium, Kapstadt Zuschauer: 40.547 Schiedsrichter: Tony Spreadbury (England) |

Aufstellungen:
- Südafrika: De Wet Barry, Bolla Conradie, James Dalton, Quinton Davids, Daan Human, Marius Joubert, Corné Krige, Jannes Labuschagne, Willie Meyer, Breyton Paulse, André Pretorius, Brent Russell, Bobby Skinstad , Stefan Terblanche, AJ Venter 
 Auswechselspieler: Craig Davidson, Ollie le Roux, Hottie Louw, Faan Rautenbach, Joe van Niekerk
- Wales: Colin Charvis , Ben Evans, Stephen Jones, Gareth Llewellyn, Andy Marinos, Robin McBryde, Craig Morgan, Kevin Morgan, Michael Owen, Dwayne Peel, Mark Taylor, Iestyn Thomas, Martyn Williams, Rhys Williams, Steve Williams 
 Auswechselspieler: Mefin Davies, Neil Jenkins, Ryan Powell, Tom Shanklin, Robert Sidoli, Gavin Thomas